# شهرستان مارتین (کارولینای شمالی)
شهرستان مارتین، کارولینای شمالی (به انگلیسی: Martin County, North Carolina) یک سکونتگاه مسکونی در ایالات متحده آمریکا است که در کارولینای شمالی واقع شده‌است.

## خصوصیات
شهرستان مارتین ۱٬۱۹۳٫۹۹ کیلومترمربع مساحت دارد.